# Edifício Matarazzo
O Edifício Conde Matarazzo, também conhecido como Edifício Matarazzo, Palácio do Anhangabaú ou até mesmo Banespinha, é a atual sede da prefeitura da cidade de São Paulo desde 25 de janeiro de 2004. tendo anteriormente pertencido às Indústrias Reunidas Fábricas Matarazzo, a Audi e ao Banco Banespa.
Está localizado no Vale do Anhangabaú, junto ao Viaduto do Chá. É conhecido por seu telhado verde, localizado no último andar do edifício. Também possui um heliponto.

## História

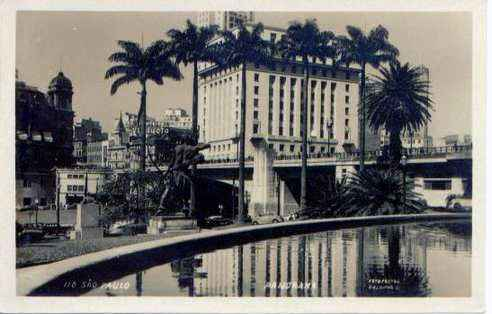
Edifício Matarazzo anos 1950 visto da Praça Ramos de Azevedo.

Com projeto do Escritório Ramos de Azevedo, Severo & Villares, teve algumas alterações feitas pelo arquiteto italiano Marcello Piacentini, a mando do empresário Francisco Matarazzo Júnior, e abrigou por anos a sede de suas indústrias. O projeto possui estilo neoclássico simplificado, desenvolvido por Piacentini e largamente utilizado na Itália nos anos 30, utilizando simbologia da época do Império Romano.
O prédio tem 14 andares e 27 800 m² de área construída. Como muitos prédios da época, o Matarazzo não possui 13º andar por superstição. Desde a década de 1960 há um jardim no terraço com mais de 400 espécies vegetais e um pequeno lago com carpas, o que deixa o visual do prédio diferente dos demais.
Ao longo dos anos o edifício serviu como sede das Indústrias Reunidas F Matarazzo desde sua inauguração até 1972, quando foi vendido ao Grupo Audi, cujo proprietário era Nagib Audi que fundou a Audi Química Industrial Paulista S.A. em 1953, e depois fez fortuna com o mercado de ações de forma fraudulenta , foi descoberto e a Bolsa de Valores interrompeu seus negócios em 1974 e teve que vender o Edifício e o restante do patrimônio. Uma Agência do Banco Econômico funcionou no andar ao nível do Viaduto do Chá.
Em 1974 foi adquirido pelo Banco Banespa, tendo sido uma de suas agências até 2003, tendo sido conhecido nessa época por Banespinha e depois em 2004 pela prefeitura da cidade de São Paulo. Em 1992, o imóvel foi tombado pelo CONPRESP, considerado o valor histórico, social e urbanístico da região do Vale do Anhangabaú para a cidade de São Paulo.
Mediante acordo feito com o Banespa, o edifício foi cedido à prefeitura como parte da negociação da divida de R$ 885 milhões que a extinta CMTC (Companhia Municipal de Transportes Coletivos) tinha com esse banco, até então proprietário do prédio. Ficou acordado que o município passaria a dever R$ 156 milhões, a serem pagos em quatro anos para o novo Banco Santander Banespa, que em contrapartida ganhou o direito de competir pelas contas dos funcionários públicos.
Desde setembro de 2015 a Prefeitura de São Paulo abriu sua sede para receber visitações guiadas gratuitas, liberando o acesso a mais um patrimônio histórico na região central da cidade, como parte das políticas de ocupação do espaço público implementadas pela administração municipal, cujo objetivo é aproximar a população e os turistas da história da cidade.

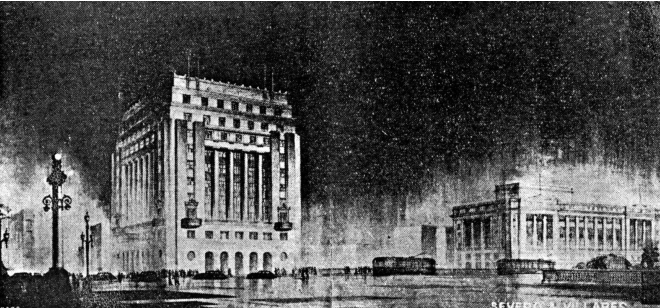
”Projecto dos Escriptórios Téchnicos de Arquitectura Ramos de Azevedo, Severo & Villares Revista Polytechnica" nº 120 (vol. XX), São Paulo, julho a outubro de 1935. - "Notas technicas – O novo Edifício Matarazzo." Boletim do Instituto de Engenharia nº 117 (vol. XXII), São Paulo, agosto de 1935, pp. 93-95

###### O Concurso Privado para a construção do Edifício.
O júri do concurso privado lançado no final de 1934 pelas Indústrias Reunidas Fábricas Matarazzo, para a construção de sua nova sede, em terreno de situação privilegiada junto a uma das cabeceiras do Viaduto do Chá já havia estipulado que a proposta vencedora não deveria ser “demasiado antiga”, nem se destacar “pela excentricidade de seu modernismo”. O projeto ganhador foi do Escritório Ramos de Azevedo, Severo & Villares que adotava portanto um “estylo néo-classico porém actualisado pela composição à moderna de suas linhas principaes, de verticalidade acentuada”
É naquele exato momento, agosto de 1935), que o arquiteto italiano Marcello Piacentini, já celebrizado pelo projeto da Cidade Universitária de Roma, chega ao Brasil, respondendo a convite do Ministério da Educação e Saúde, que visava obter solução de sua lavra para a implantação do ambicioso campus da Universidade do Brasil que se pretendia criar no Rio de Janeiro.
Aproveitando essa passagem, foi chamado a São Paulo pelos Matarazzo, que viram a oportunidade de abrilhantar sua nova sede com a contribuição do mestre italiano. Em sua revisão do projeto da Severo & Villares, o arquiteto Piacentini levou adiante a modernização já efetuada das referências clássicas, particularmente no desenho das elevações: eliminou as pilastras anteriormente previstas, transformando-as em corpos verticais definidos apenas pelo avanço e recuo da fachada. Depurado em sóbria massa de travertino, o edifício ganhou interesse pela riqueza do revestimento, pela elegância dos detalhes e pela disposição rítmica das aberturas. Mantinha-se, porém, o pesado perfil cúbico do projeto anterior, assim como a divisão tripartite entre embasamento, lanço principal e ático, pois uma volumetria condizente com o conjunto urbanístico existente no Anhangabaú era parte das exigências colocadas pela Prefeitura.
Dois anos mais tarde, em 1937, o colaborador mais próximo de Piacentini, o arquiteto Vittorio Morpurgo, veio ao Brasil em nome de Piacentini para dar continuidade ao projeto da Cidade Universitária no Rio de Janeiro. Acabou sendo contratado como consultor pelos Matarazzo, Morpurgo também supervisionou, em São Paulo, junto à construtora Severo & Villares, o primoroso detalhamento das aberturas, da cornija e do saguão do edifício das IRFM no Anhangabaú.
Consta que os dois arquitetos italianos foram contratados apenas para fazerem algumas alterações no projeto. .A obra foi executada pelos arquitetos Severo & Villares.